# Холой
Хо́лой (бур. Хоолой — «горло», здесь «приток, рукав (реки)») — улус в Кяхтинском районе Бурятии. Входит в сельское поселение «Большекударинское».

## География
Расположен в 63 км к юго-востоку от Кяхты, на правобережье реки Кудары, выше впадения в неё речки Киреть, в 3 км к востоку от центра сельского поселения — посёлка Октябрьский. Через улус проходит республиканская автодорога 03К-024 (от трассы Р441 к границе с Забайкальским краем).

## Население
| 2002 | 2010 |
| ---- | ---- |
| 214  | ↘209 |

## Известные личности
- Георгий Цыренович Дамбаев — известный учёный-медик, директор Томского НИИ медицинских материалов и имплантатов с памятью формы (СибГМУ, Томск), доктор медицинских наук, профессор, член-корреспондент РАН (РАМН, 1997), Заслуженный деятель науки Российской Федерации.